# Josef Nešvera
Josef Nešvera (24. října 1842 Praskolesy – 12. dubna 1914 Olomouc) byl český varhaník a hudební skladatel.

## Život

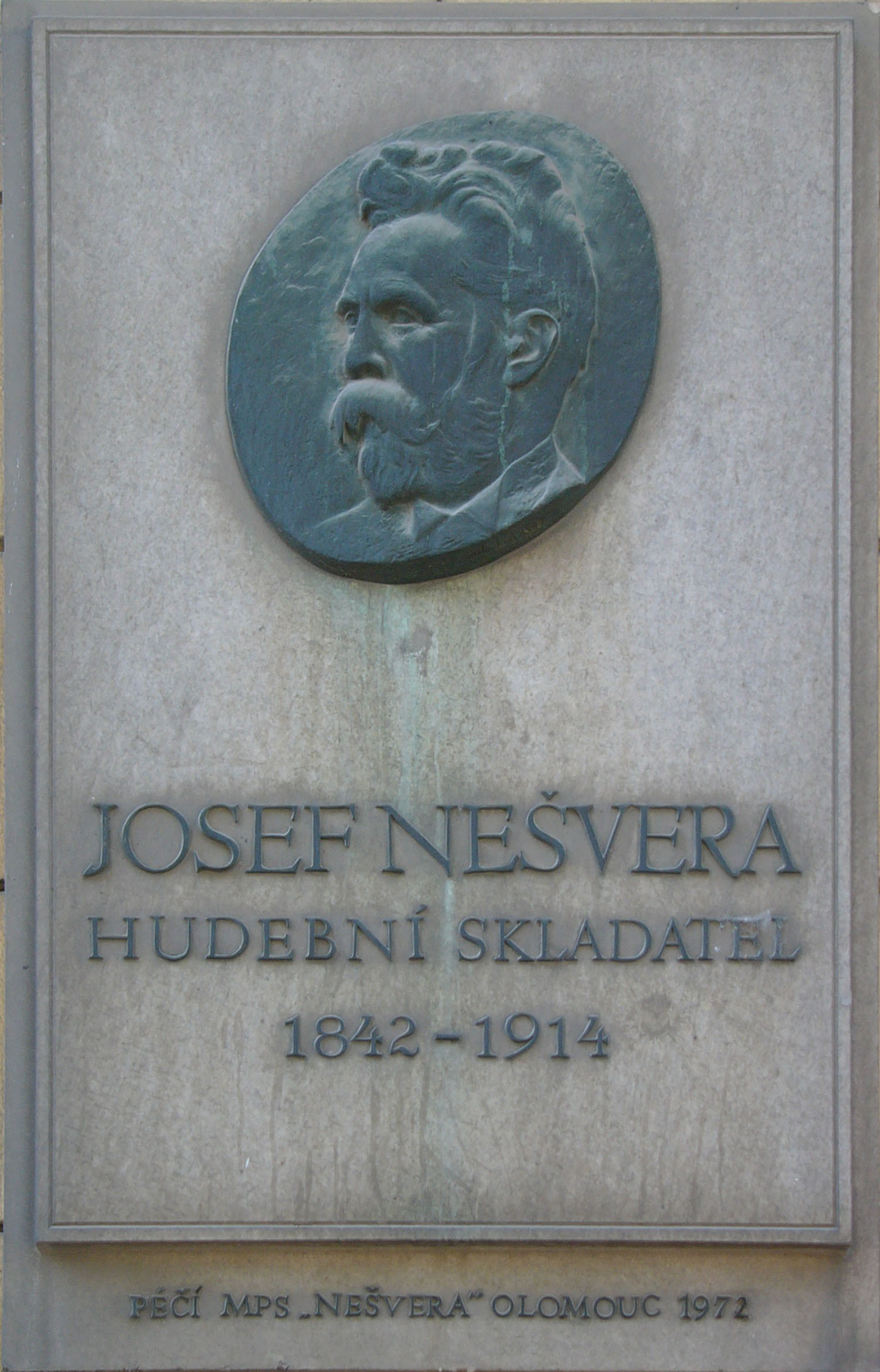
Josef Nešvera – pamětní deska

Hudební základy získal u svého otce, Františka Nešvery, který byl učitelem a varhaníkem. V Praze vystudoval střední školu a učitelský ústav. Vedle toho byl ve hře na klavír a varhany soukromým žákem ředitele Varhanické škole v Praze Josefa Krejčího. Skladbu a hudební teorii se učil u Josefa Förstera a Františka Blažka. Po absolvování školy byl krátce učitelem v Litni a v Hořovicích.
V roce 1868 se vzdal učitelského povolání a stal se ředitelem kůru v kostele svatého Jakuba v Berouně. V Berouně spolupracoval s housistou Václavem Koptou, se kterým koncertoval v českých městech. Spřátelil se i s Bedřichem Smetanou. V Berouně také vznikly jeho první skladby.
V roce 1878 byl jmenován ředitelem kůru katedrály sv. Ducha v Hradci Králové a učitelem zpěvu v biskupském semináři. V roce 1878 přesídlil do Olomouce, kde vystřídal Pavla Křížkovského ve funkci ředitele kůru katedrály svatého Václava. Byl členem římské akademie pro vědu a umění „Arkadie“. Roku 1912 se stal dopisujícím členem IV. třídy české akademie věd a umění. Byl nositelem rytířského kříže řádu Františka Josefa, či papežského záslužného kříže. V Olomouci je po něm pojmenovaná ulice.

## Dílo
Složil mnoho klavírních či varhanních skladeb. Dále je autorem melodramat, skladeb pro housle, violu nebo violoncello, písní pro jeden hlas aj. Těžištěm jeho díla je však chrámová hudba. Napsal několik desítek mší, 5 requiem a mnoho drobnějších duchovních skladeb. Živé jsou např. České pašije op. 15. Vrcholným Nešverovým dílem je oratorium De profundis (žalm 129) op. 49, které bylo uvedeno i v Brně, Vídni a na Bridlingtonském festivalu v Londýně.
Napsal též opery Bratránek (1882, libreto Antonín Koukl), Perdita (1892–93), Lesní vzduch (1896), Černokněžník (Radhošť, 1903–1905) a Meerweib.